# Утака

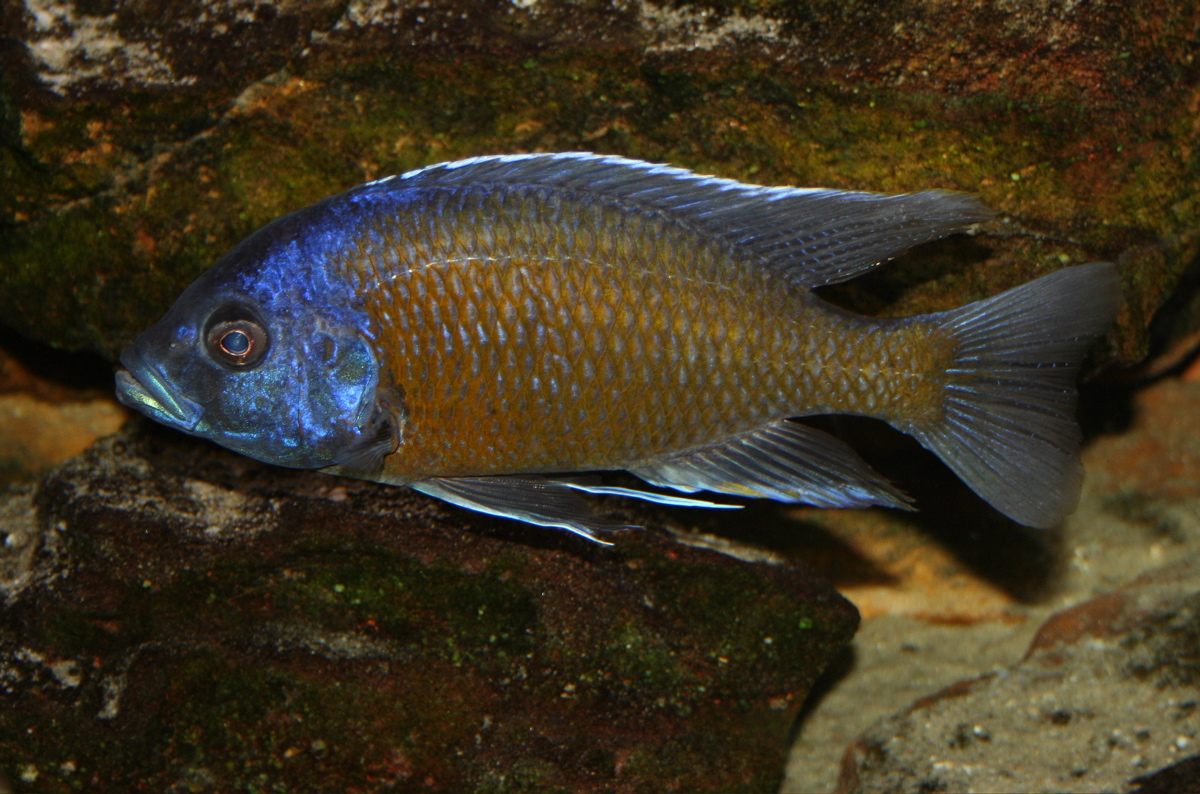

Утака (Utaka) є загальною назвою великої групи африканських цихлід із озера Малаві.
Цим терміном позначаються цихліди, які живуть у відкритій воді, на відміну від групи Мбуна, які живуть на дні і серед грудок каміння.
На відміну від Мбуна, які кольорові від народження, Утака, як правило, забарвлені нейтрально — в основному в сірий колір — поки вони не досягнуть повноліття. Це пов'язано з більш високою уразливістю для хижаків у зв'язку з проживанням у відкритій воді. Вони мають добре виражений статевий диморфізм: самки, як правило, залишаються з неяскравим забарвленням, в той час як самці часто стають неймовірно яскравими, тому їх інколи називають «цихліда-павич»
Багато цихлідів групи «Утака» є мешканцями аматорських акваріумів.